# Juri Antonowitsch Simonow
Juri Antonowitsch Simonow, russisch Юрий Антонович Симонов, englische Transkription Yuri Simonov, (* 6. Juni 1934) ist ein russischer theoretischer Physiker. Er war Leiter des Labors für Theoretische Kernphysik am Institut für Theoretische und Experimentelle Physik (ITEP).
Simonow studierte am Moskauer Institut für Physik und Technologie (MIPT) mit dem Abschluss 1958 bei I. Yu. Kobzarev und war dann bei Karen Awetowitsch Ter-Martirosjan und Isaak Jakowlewitsch Pomerantschuk am ITEP. In seiner Diplomarbeit bei Kobzarev am MIPT befasste er sich theoretisch mit Paritätsverletzung in der schwachen Wechselwirkung, was durch die Arbeiten von Tsung-Dao Lee und Chen Ning Yang überholt wurde. Als Schüler von Pomerantschuk hielt er engen Kontakt zu Experimentalphysikern und hielt in den 1960er Jahren Vorlesungen für Experimentalphysiker über die Bestimmung der Quantenzahlen von Resonanzen in der Hochenergiephysik. Weiter befasste er sich mit Dispersionsrelationen und erweiterte hier die Formeln von Stanley Mandelstam sowie mit Regge-Polen, wobei er diese mit der Bethe-Salpeter-Gleichung behandelte. Mitte der 1960er Jahre wechselte er das Forschungsgebiet. Er befasste sich mit Wenigteilchensystemen zum Beispiel in der Kernphysik und entwickelte eine Alternative zur Behandlung des quantenmechanischen Dreikörperproblems durch Ludwig Faddejew, indem er nach hypersphärischen Funktionen (K-Harmonische) entwickelte. 1967 wandte er die Methode auf Kerne mit vier Nukleonen an. Seine Untersuchungen über die Bindungsenergie von leichten Kernen führten ihn Anfang der 1970er Jahre zum Schluss, das die üblichen Kernwechselwirkungen ungeeignet waren und letztlich neue interne Freiheitsgrade der Nukleonen (Quarks) notwendig waren, was er Ende der 1970er Jahre näher im Fall der Nukleon-Nukleon-Streuung mit Quarkfreiheitsgraden untersuchte. In den 1970er Jahren entwickelte er auch eine allgemeine auf Unitaritäts- und Analytizitäts-Überlegungen beruhende Theorie der Vielkanal-Streuprozesse in der Kern- und Teilchenphysik und er befasste sich mit Solitonen. Später befasste er sich mit nichtstörungstheoretischer Beschreibung von Phänomenen der QCD über eichinvariante nichtlokale Korrelatoren.
2016 erhielt er den Pomerantschuk-Preis mit Curtis Callan. Er erhielt sie für eine neue Methode zur Beschreibung nichtstörungstheoretischer Effekte in der Quantenchromodynamik basierend auf Vakuum-Korrelationsfunktionen.